# Roland Demongeot
Roland Demongeot (* 1. April 1955) ist ein französischer Schauspieler. Er wurde vor allem durch die Darstellung des Tom Sawyer in den ZDF-Vierteilern Tom Sawyers und Huckleberry Finns Abenteuer bekannt, an der Seite von Marc di Napoli, der die Rolle des Huckleberry Finn spielte. Die Verfilmung basiert auf den Romanen  Tom Sawyers Abenteuer und Huckleberry Finns Abenteuer sowie auf Leben auf dem Mississippi des Schriftstellers Mark Twain.

## Leben
Roland Demongeot wurde beim Casting für die Rolle des Tom Sawyer aus über 150 Schauspielern gewählt. Er spielte in den 1960er und 1970er Jahren in mehreren Filmen und Serien mit, unter anderem in bekannten französischen Kinofilmen. Heute lebt Demongeot von der Öffentlichkeit zurückgezogen.
Die französische Kinderdarstellerin Catherine Demongeot (* 1950) ist seine Schwester.

## Filmografie
- 1963: Le général Dourakine
- 1963: Le théâtre de la jeunesse (1 Folge)
- 1964: Tous les enfants du monde
- 1964: Deine Zeit ist um (Behold the pale horse)
- 1966: L'echantillon (TV)
- 1967: Malican & Sohn, Detektive (Malican père et fils, TV-Serie, 1 Folge)
- 1967: Allô Police (TV-Serie, 1 Folge)
- 1967: Verleumdung (Les risques du métier)
- 1968: Tom Sawyers und Huckleberry Finns Abenteuer (TV-Vierteiler)
- 1968: Moartea lui Joe Indianul
- 1973: Le maître de pension (TV)